# Mandićevac
Mandićevac je naselje u Hrvatskoj, regiji Slavoniji u Osječko-baranjskoj županiji i nalazi se u sastavu općine Drenje.

## Zemljopisni položaj
Mandićevac se nalazi na 220 metara nadmorske visine (središte sela) na jugoistočnim obroncima Krndije, a poznati su po vinogradima i proizvodnji vina. Selo se nalazi na županijskoj cesti ŽC 4118.  Susjedna naselja: sjeveroistočno se nalazi općinsko središte Drenje, istočno je Pridvorje, te zapadno je naselje Borovik i jezero Borovik i sjeverno se nalazi Slatinik Drenjski. Pripadajući poštanski broj je 31418 Drenje, telefonski pozivni 031 i registarska pločica vozila DJ (Đakovo). Površina katastarske jedinice naselja Mandićevac je 4,85 km2.

## Stanovništvo
Prema popisu iz 2011. naselje je imalo 284 stanovnika.
| broj stanovnika |       |       |       | 618   | 647   | 590   | 656   | 683   | 510   | 591   | 449   | 402   | 358   | 348   | 314   | 284   | 236   |
|                 | 1857. | 1869. | 1880. | 1890. | 1900. | 1910. | 1921. | 1931. | 1948. | 1953. | 1961. | 1971. | 1981. | 1991. | 2001. | 2011. | 2021. |

Od 1857. do 1880. podaci su sadržani u naseljima Drenje, Pridvorje i Slatnik Drenjski.

## Crkva
U selu se nalazi rimokatolička crkva Sv. Vinka, đakona i mučenika koja pripada katoličkoj župi Sv. Mihaela arkanđela u Drenju i đakovačkom dekanatu Đakovačko-osječke nadbiskupije. Crkveni god (proštenje) ili kirvaj slavi se u 22. siječnja.

## Obrazovanje i školstvo
- Područna škola do 4. razreda koja radi u sklopu Osnovne škole Drenje.

## Šport
- NK Vinogradar Mandićevac

## Ostalo
- Dobrovoljno vatrogasno društvo Mandićevac,
- Športsko ribolovna udruga "Mandićevac".

## Vanjske poveznice
- http://os-drenje.skole.hr/  Arhivirana inačica izvorne stranice od 20. srpnja 2019. (Wayback Machine)
- ARKOD preglednik

|  | Portal Hrvatske – Pristup člancima s tematikom o Hrvatskoj. |